# 399 aC
El 399 aC va ser un any del calendari romà prejulià. Era l'any 355 'Ab urbe condita', o de la fundació de Roma.

## Esdeveniments
- Aquell any no hi va haver cònsols sinó tribuni militum consulari potestate (Tribuns amb potestat consular). En van ser sis: Gneu Genuci Augurí, Luci Atili, Marc Pomponi Rufus, Gai Duili Llong, Marc Veturi Cras Cicurí i Voleró Publili Filó.[1]
- Invenció de la catapulta. L'historiador Diodor de Sicília, va descriure la invenció d'una catapulta mecànica que disparava fletxes (καταπαλτικός 'katapaltikos').[2]
- Els principals deixebles de Sòcrates, a causa de la condemna a mort del mestre en aquest mateix any, se separen per diferents ciutats; entre ells, hi ha: Plató, Antístenes d'Atenes, Aristip de Cirene i Euclides de Mègara.[3]

## Necrològiques
- Després del seu judici, Sòcrates va ser condemnat a mort i, seguint la condemna, es pren la cicuta mortal.[4]
- Mor el faraó Amirteu II. El fet va possibilitar l'arribada al tron d'Egipte de Neferites I, que va donar inici a la Dinastia XXIX d'Egipte.[5]
- Any de la mort d'Arquelau I, rei de Macedònia,[6] i el seu successor Cràter, amant d'Arquelau, que va regnar quatre dies.[7]